# Jocelyn Gourvennec
Jocelyn Gourvennec (Brest, 22 maart 1972) is een Frans voormalig voetballer en voetbaltrainer. Op 5 juli 2021 tekende hij bij Lille OSC.

## Spelerscarrière
Gourvennec speelde in de jeugd van FC Lorient, maar maakte nooit zijn profdebuut bij de club uit Bretagne. Hij maakte zijn profdebuut bij een andere club uit die regio, namelijk Stade Rennais. Hij speelde er 106 wedstrijden in vier jaar voordat hij in 1995 naar FC Nantes vertrok. Na 3 jaar bij Nantes, speelde hij één seizoen bij Olympique de Marseille. Met Marseille stond hij in de finale van de UEFA Cup 1998/99, die met 3-0 verloren werd van het Italiaanse Parma FC. Hierna speelde hij kort bij Montpellier. Gourvennec besloot hierom terug te keren naar Rennes en hij speelde er weer 53 wedstrijden. In 2002 werd Gourvennec gecontracteerd door de Corsicaanse club SC Bastia. Na twee seizoenen sloot hij zich aan bij Angers, waar hij één seizoen speelde. Op het eind van zijn carrière speelde Gourvennec nog één seizoen bij Clermont Foot en stond hij onder contract bij FC Rezé.

## Trainerscarrière
Gourvennec begon zijn trainersloopbaan bij La Roche VF in 2008. In 2010 werd hij gecontracteerd door EA Guingamp. Met die club promoveerde hij naar de Ligue 1 en won hij in het seizoen 2013/14 de Coupe de France tegen zijn oude club Stade Rennais. Gourvennec maakte van Guingamp een stabiele Ligue 1-club en speelde na bekerwinst in de UEFA Europa League 2014/15 met de club. Na afloop van het seizoen 2015/16 tekende hij bij Girondins de Bordeaux. Op 18 januari 2018 kreeg hij daar zijn ontslag. Aanleiding was de nederlaag, twee dagen eerder, in de thuiswedstrijd tegen SM Caen (0-2) waardoor Bordeaux dieper in de degradatiezorgen belandde. Assistent-trainer Éric Bedouet nam voorlopig de taken als hoofdcoach over. Middenvelder Jérémy Toulalan was solidair met de ontslagen Gourvennec en vertrok ook per direct bij Bordeaux. Gourvennec werd opgevolgd door Gustavo Poyet. In november 2018 keerde hij terug bij EA Guingamp. Daar vertrok hij een jaar later. In juli 2021 werd bekend dat Gourvennec Christophe Galtier opvolgde als coach van kersvers landskampioen Lille OSC. Op 1 augustus 2021 won hij met zijn nieuwe ploeg de Trophée des Champions, de Franse supercup, na een 1-0-overwinning op Paris Saint-Germain.

## Erelijst

### Als trainer
| Competitie            | Aantal      | Jaren       |             |             |
| EA Guingamp           | EA Guingamp | EA Guingamp | EA Guingamp | EA Guingamp |
| --------------------- | ----------- | ----------- | ----------- | ----------- |
| Nationaal             |             |             |             |             |
| Coupe de France       | 1x          | 2013/14     |             |             |
| Lille OSC             |             |             |             |             |
| Nationaal             |             |             |             |             |
| Trophée des Champions | 1x          | 2021        |             |             |